# Agraecia subulata
Agraecia subulata är en insektsart som beskrevs av Ludwig Redtenbacher 1891. Agraecia subulata ingår i släktet Agraecia och familjen vårtbitare. Inga underarter finns listade i Catalogue of Life.